# Instytut Europy Środkowo-Wschodniej
Instytut Europy Środkowo-Wschodniej – jednostka badawczo-rozwojowa Ministerstwa Spraw Zagranicznych z siedzibą w Lublinie, istniejąca w latach 2002–2018.

## Historia i działalność
Instytut został powołany rozporządzeniem Ministra Spraw Zagranicznych z dnia 5 października 2001 roku w sprawie utworzenia jednostki badawczo-rozwojowej Instytut Europy Środkowo-Wschodniej (Dz.U. z 2001 r. nr 120, poz. 1296). Niezależnie od niego istniało stowarzyszenie Towarzystwo Instytutu Europy Środkowo-Wschodniej – organizacja pozarządowa wspierająca Instytut, do której należy kilkuset przedstawicieli polskiego i zagranicznego życia naukowego i politycznego – między innymi: Maria Janion, Henryk Samsonowicz, Norman Davies, Jerzy Axer, Anna Wolff-Powęska, Władysław Bartoszewski, Zbigniew Brzeziński, Janusz Tazbir, Krzysztof Skubiszewski, Piotr Wandycz.
Inicjatywa powołania Instytutu wynikała z potrzeby ukazania historycznej i kulturowej specyfiki Europy Środkowo-Wschodniej, rozumianej jako obszar rozciągający się pomiędzy Bałtykiem, Adriatykiem a Morzem Czarnym. Instytut była organizatorem wielu międzynarodowych konferencji, prowadził działalność wydawniczą, która dokumentowała również naukowe życie placówki. Głównym inicjatorem jej powstania był Jerzy Kłoczowski sprawujący w latach 2002–2013 funkcję dyrektora Instytutu. Od 2013 roku dyrektorem był Mirosław Filipowicz.
Badania naukowe prowadzone w Instytucie skupiały się na historii i współczesności Europy Środkowo-Wschodniej ze szczególnym uwzględnieniem dziejów Rzeczypospolitej Wielu Narodów. 
20 grudnia 2018 roku weszła w życie ustawa o Instytucie Europy Środkowej (Dz.U. z 2018 r. poz. 2270), na podstawie której z dniem jej wejścia w życie został zlikwidowany Instytut Europy Środkowo-Wschodniej i utworzony w jego miejsce Instytut Europy Środkowej.
W 2019 likwidatorem Instytutu był Piotr Patkowski.

## Główne publikacje
- Rocznik Instytutu Europy Środkowo-Wschodniej w Lublinie